# Quan hệ El Salvador – Mãn Châu Quốc
Quan hệ El Salvador – Mãn Châu Quốc là mối quan hệ song phương giữa Cộng hòa El Salvador và Mãn Châu Quốc từ năm 1934 đến năm 1943. El Salvador là nước thứ hai, sau Nhật Bản, công nhận Mãn Châu Quốc. Tuy nhiên, ngoài sự công nhận chính thức, có rất ít tương tác giữa hai nước. El Salvador thu hồi quyết định công nhận vào năm 1943 khi nước này đứng về phía Khối Đồng Minh thời Chiến tranh thế giới thứ hai.

## Bối cảnh
Sau khi xâm lược Mãn Châu năm 1931, Nhật Bản đã dựng lên chính phủ bù nhìn Mãn Châu Quốc vào năm 1932. Vào ngày 27 tháng 2 năm 1933, Hội Quốc Liên bỏ phiếu để lên án sự chiếm đóng quân sự của Nhật Bản tại Mãn Châu với kết quả 42–1. Nhật Bản là nước duy nhất bỏ phiếu chống, với Xiêm bỏ phiếu trắng và 13 nước vắng mặt. Trong đó, El Salvador là một trong những quốc gia vắng mặt đó.

## El Salvador công nhận Mãn Châu Quốc
Vào ngày 21 tháng 5 năm 1934, Tòa công sứ Mãn Châu Quốc ở Tokyo tuyên bố El Salvador chính thức công nhận Mãn Châu quốc vào ngày 3 tháng 3 năm 1934. Điều này biến El Salvador trở thành quốc gia thứ hai công nhận Đại Mãn Châu Đế quốc, sau Nhật Bản. Trong Công hàm công nhận ngày 19 tháng 5 năm 1934 của Tổng lãnh sự El Salvador, León Sigüenza, gửi tới Công sứ Mãn Châu Quốc ở Tokyo, Tướng Tinge Shih Yuan, Sigüenza tuyên bố rằng "bước đi của chính phủ chúng tôi là hành động đầu tiên mà bất kỳ quốc gia Mỹ nào cũng thực hiện vì hòa bình ở Viễn Đông, và El Salvador mong muốn được tăng cường vô hạn mối quan hệ được bắt đầu bằng việc thiết lập quan hệ thương mại giữa hai quốc gia". Song song với Công hàm công nhận, một Bản ghi nhớ đã được Sigüenza gửi lại, trong đó khẳng định rằng thần dân Mãn Châu sẽ được tự do vào El Salvador (bất chấp luật nhập cư El Salvador cấm người Hoa và người Mông Cổ vào nước này).
Báo chí Nhật Bản vui mừng sau thông báo này, trong đó tờ báo hàng đầu Tokyo Asahi tuyên bố rằng "nguyên tắc không công nhận Mãn Châu Quốc của Hội Quốc Liên đang bị phá vỡ". Reuters dẫn lời các quan chức Bộ Ngoại giao Nhật Bản nói rằng việc El Salvador công nhận Mãn Châu Quốc là "một trong những đỉnh cao của lịch sử quốc tế và xứng đáng được ghi nhớ lâu dài". Có báo cáo thảo luận về việc mở lãnh sự quán El Salvador ở Mãn Châu Quốc. Tại Tokyo, Sigüenza được các hiệp hội chủ nghĩa dân tộc Nhật Bản tặng quà.
Chính phủ Trung Quốc lên án việc công nhận Mãn Châu Quốc, cho rằng El Salvador đã "phá vỡ niềm tin quốc tế" và kêu gọi Hội Quốc Liên thông qua các biện pháp trừng phạt mạnh tay đối với El Salvador. Sự công nhận Mãn Châu Quốc của El Salvador và phản ứng của Trung Quốc là sự kiện chính trị nổi bật nhất trong ngoại giao Trung Quốc–Mỹ Latinh những năm 1930.
Trả lời các báo cáo về nguy cơ bị trục xuất khỏi Hội Quốc Liên, Bộ trưởng Ngoại giao Miguel Ángel Araujo bảo vệ quyết định công nhận Mãn Châu Quốc và tuyên bố rằng Hội Quốc Liên không mang lại lợi ích gì cho El Salvador. Sigüenza đưa ra một tuyên bố vào ngày 24 tháng 5 năm 1934 lập luận rằng "liên quan đến việc công nhận một Chính phủ, Hiến pháp nước chúng tôi có quy định rõ ràng. Đó là một trong những quyền chủ quyền của chúng tôi và không thể bị hạn chế bởi bất kỳ hiệp ước hoặc thỏa thuận nào. Chính sách quan liêu của Hội Quốc Liên chịu ảnh hưởng của đại diện của một số quốc gia, những người có thái độ được thúc đẩy bởi mong muốn thỏa mãn sự phù phiếm cá nhân của họ. Vì vậy, nó đã bị định kiến thành một thái độ phi lý và phi pháp trong quan hệ đối với Trung Quốc. Việc đất nước tôi công nhận Mãn Châu Quốc chính là việc thực thi các quyền chủ quyền của chúng tôi, mà việc chúng tôi là thành viên của Hội Quốc Liên vẫn không có thể tước bỏ điều đó".

### Nguyên nhân
Động thái công nhận Mãn Châu Quốc của El Salvador phần lớn là gây bất ngờ và đã có nhiều suy đoán về động cơ cơ bản. Trong nhiều năm, một câu chuyện được lưu truyền cho rằng toàn bộ vụ việc đã nảy sinh từ một sai lầm, rằng một nhân viên cấp dưới của Bộ Ngoại giao đã trả lời một thông tin về lễ đăng quang của Hoàng đế Phổ Nghi mà không hiểu ý nghĩa rộng hơn của việc đang diễn ra này. Trên các phương tiện truyền thông quốc tế cũng có những đồn đoán rằng El Salvador mong muốn mở cửa thị trường Nhật Bản để xuất khẩu cà phê. El Salvador dự định đến Nhật Bản để yêu cầu xuất khẩu cà phê, nhưng điều đó đã không diễn ra.

## Diễn biến sau này
Tính cho đến khi được Ý công nhận vào năm 1937, Mãn Châu Quốc chỉ mới được Nhật Bản, El Salvador và Vatican công nhận.
Tháng 6 năm 1934, El Salvador hứng chịu ảnh hưởng nặng nề bởi một cơn bão lớn. Sau đó chính phủ Mãn Châu Quốc công bố dự định gửi viện trợ đến El Salvador, và Bộ trưởng Ngoại giao Tạ Giới Thạch đã gửi một bức điện tới người đồng cấp Araujo để bày tỏ sự cảm thông. Tháng 7 năm 1934, một tấm séc trị giá 10.000 yên Nhật đã được chuyển thông qua Công sứ quán Mãn Châu Quốc ở Tokyo tới Tổng lãnh sự El Salvador để cứu trợ sau cơn bão, như một đóng góp cá nhân của Hoàng đế Phổ Nghi. Tháng 9 năm 1934, một phái đoàn lớn của Nhật Bản đã đến thăm El Salvador để bày tỏ lòng biết ơn về việc công nhận Mãn Châu Quốc.
Năm 1936, Nhật Bản từ chối đề xuất của Liên Xô về thành lập một ủy ban giải quyết vấn đề biên giới Mãn Châu–Liên Xô, yêu cầu đưa El Salvador hoặc Estonia vào ủy ban với tư cách là thành viên khách quan thứ ba.
Tháng 6 năm 1938, Trans-Ocean News Service đưa tin rằng một phái đoàn tuyên truyền của Mãn Châu Quốc gồm 20 thành viên đã được cử đến thăm El Salvador. Ngoài ra, báo cáo cũng cho biết phái đoàn sẽ đến thăm Xiêm, Ba Lan, Đức, Ý và các khu vực do phe Quốc dân Tây Ban Nha kiểm soát.
Tháng 9 năm 1938, Hoàng đế Phổ Nghi đã trao huân chương cho Tổng thống El Salvador, Tướng Maximiliano Hernández Martínez, Bộ trưởng Ngoại giao Araujo, Tổng lãnh sự Sigüenza và Phó Bí thư tại Lãnh sự quán Tokyo Arturo Ramón Ávila.
El Salvador đã tham gia ký Tuyên bố Liên Hợp Quốc vào ngày 1 tháng 1 năm 1942. Ngày 27 tháng 1 năm 1943, Chính phủ El Salvador rút lại sự công nhận đối với Mãn Châu Quốc.